# Stenalcidia cervinifusa
Stenalcidia cervinifusa är en fjärilsart som beskrevs av Paul Dognin 1906. Stenalcidia cervinifusa ingår i släktet Stenalcidia och familjen mätare. Inga underarter finns listade i Catalogue of Life.